# Socialite
Ne doit pas être confondu avec Socialiste.
Le terme socialite, issu de l'anglais et parfois utilisé dans la presse en France,,, désigne dans le monde anglophone et plus particulièrement aux États-Unis, une personnalité mondaine, c’est-à-dire une personne ayant une vie publique médiatisée, participant régulièrement à des actions caritatives et des événements de la haute société.

## Historique
Le mot est attesté pour la première fois en langue anglaise dans un journal local (en) en Californie en 1909 et est popularisé selon les sources en 1928 dans le magazine Time, ou dans les années 1930 par Maury Paul écrivant sous le nom de plume collectif Cholly Knickerbocker (en) dans un journal publié par Hearst « pour décrire les personnes socialement connectées qui ont assisté à des fêtes exclusives ». Si celui-ci n'est pas genré, il reste principalement d'usage pour des personnalités féminines,. Historiquement, les socialites trouveraient leurs origines dans le rôle de certaines femmes durant le Gilded Age et l'époque victorienne.
Outre ses origines héritées de la haute société, une socialite se voit définie principalement par ses participations à des bals ou à des galas de charité,,, sans chercher à obtenir autre chose qu'une forme de reconnaissance sociale. Au delà de cela, des notions très subjectives sont utilisées pour décrire une socialite comme « grâce, équilibre, charisme » et « la capacité de [se] socialiser lors des fêtes » ; elles se doivent également de travailler,. La présence dans le Social Register (en) est aussi un marqueur ainsi que des chroniques dans les pages « Société » de la presse.
Si longtemps le mot est une marque de prestige, dans une période plus contemporaine, celui-ci est parfois galvaudé, voire considéré comme péjoratif, se référant simplement à des femmes ayant une vie sociale importante ou médiatisée,,, des célébrités de la culture populaire : « Quiconque s’appelle une socialite n'en est pas une » relate le New York Times Magazine. 
Les dictionnaires anglais-français traduisent généralement le terme socialite par « mondain », « mondaine »,,.

## Socialitescélèbres
- Béatrice de Rothschild
- Marie-Laure de Noailles
- Peggy Guggenheim
- Jean Cocteau
- Diane von Fürstenberg[9]
- Nan Kempner[9],[8]
- Nancy Kissinger[9]
- Carolina Herrera[9]
- Hilary Geary Ross (en)[9]
- Devorah Rose (en)
- Brooke Astor[8]
- Lucy Sykes (en)
- Isabel Pell
- Mona Bismarck
- Isabel Llorach
- Andy Warhol